# 상속 (불교)
상속(相續, 산스크리트어: saṃtati, 팔리어: santati)의 일반 사전적인 뜻은 '다음 차례에 이어 주거나 이어받음' 또는 '뒤를 이음' 으로, 불교 용어로서는 원인은 결과를 내고 결과는 또한 원인이 되어 또 다른 결과를 내는데 이렇게 원인과 결과가 차례로 연속하여 끊어지지 않는 것을 말한다.
이러한 뜻에서 인도불교의 유식유가행파의 진나(陳那, 480~540)는 《취인가설론(取因假設論)》에서 상속(相續)을 인과부절(因果不絶) 즉 '다른 시간에서 원인과 결과가 끊어지지 않는 것(於異時 因果不絶)'이라 정의하고 있다. 그리고, 무착(無着: 300?~390?)은 《현양성교론》 제1권에서 상속차별(相續差別) 즉 유위법이 상속하면서 과거와 현재에서 달라지는 것이 곧 심불상응행법 가운데 하나인 득(得)이라고 말하고 있다. 득(得) 즉 획득과 성취란 구체적으로는 어떤 변화[轉變], 역량[自在] 또는 법(法)을 획득하고 성취하는 것에 의해, 상속이 계속 진행되는 중에, 현재의 상태가 과거의 상태와 달라지는 것이라고 말하고 있다.
상속은 여러 형태로 분류되는데, 5온의 집합체로서의 소의신(所依身)과 관련해서는 자상속(自相續) · 타상속(他相續) 또는 일상속(一相續) · 다상속(多相續)으로 나누기도 한다. 《아비달마대비바사론》 제60권에서는 상속을 중유상속(中有相續) · 생유상속(生有相續) · 시분상속(時分相續) · 법성상속(法性相續) · 찰나상속(剎那相續)의 5가지로 나누고 있다. 또한 《아비달마대비바사론》에 따르면, 분별론자(分別論者)는 상속을 시상속(時相續) · 생상속(生相續) · 상사상속(相似相續)의 3가지로 나누고 있다.

## 분류

### 자상속·타상속
불교의 기본 교의 가운데 하나인 무아론에 따르면, 나[我]라고 하는 존재 또는 자신의 소의신(所依身)은 5온의 화합과 상속 위에서 가설(假設)된 것이다. 이러한 뜻에서 자신의 소의신을 가리켜 자상속(自相續)이라고 하고, 다른 이의 소의신을 가리켜 타상속(他相續)이라고 한다.

## 같이 보기
- 정체성
- 환생
- 윤회
- 자성 (불교)
- 삼신 (불교)

## 참고 문헌
- 곽철환 (2003). 《시공 불교사전》. 시공사 / 네이버 지식백과. |title=에 외부 링크가 있음 (도움말)
- 무착 지음, 현장 한역 (K.571, T.1602). 《현양성교론》. 한글대장경 검색시스템 - 전자불전연구소 / 동국역경원. K.571(16-1), T.1602(31-480). |title=에 외부 링크가 있음 (도움말)
- 운허.  동국역경원 편집, 편집. 《불교 사전》. |title=에 외부 링크가 있음 (도움말)
- 진나 지음, 의정 한역, 김철수 번역 (K.636, T.1622). 《취인가설론》. 한글대장경 검색시스템 - 전자불전연구소 / 동국역경원. K.636(17-783), T.1622(31-885). |title=에 외부 링크가 있음 (도움말)
- (중국어) 무착 조, 현장 한역 (T.1602). 《현양성교론(顯揚聖敎論)》. 대정신수대장경. T31, No. 1602, CBETA. |title=에 외부 링크가 있음 (도움말)
- (중국어) 星雲. 《佛光大辭典(불광대사전)》 3판. |title=에 외부 링크가 있음 (도움말)
- (중국어) 진나 조, 의정 한역 (T.1622). 《취인가설론(取因假設論)》. 대정신수대장경. T31, No. 1622, CBETA. |title=에 외부 링크가 있음 (도움말)